# European Open 2022
European Open 2022 là một giải tennis nam thi đấu trên mặt sân cứng trong nhà. Đây là lần thứ 7 giải European Open được tổ chức và là một phần của ATP Tour 250 trong ATP Tour 2022. Giải đấu diễn ra tại Lotto Arena ở Antwerp, Bỉ, từ ngày 17 đến ngày 23 tháng 10 năm 2022.

## Nội dung đơn

### Hạt giống
| Quốc gia | Tay vợt                 | Xếp hạng1 | Hạt giống |
| -------- | ----------------------- | --------- | --------- |
| POL      | Hubert Hurkacz          | 11        | 1         |
| CAN      | Félix Auger-Aliassime   | 13        | 2         |
| ARG      | Diego Schwartzman       | 18        | 3         |
|          | Karen Khachanov         | 19        | 4         |
| GBR      | Dan Evans               | 25        | 5         |
| ARG      | Francisco Cerúndolo     | 29        | 6         |
| NED      | Botic van de Zandschulp | 34        | 7         |
| JPN      | Yoshihito Nishioka      | 41        | 8         |

- Bảng xếp hạng vào ngày 10 tháng 10 năm 2022

### Vận động viên khác
Đặc cách:
- Gilles-Arnaud Bailly
- Michael Geerts
- Stan Wawrinka[2]

Bảo toàn thứ hạng:
- Dominic Thiem

Vượt qua vòng loại:
- Jesper de Jong
- Dominic Stricker
- Luca Van Assche
- Tim van Rijthoven

Thua cuộc may mắn:
- Geoffrey Blancaneaux
- Manuel Guinard

### Rút lui
- Alexander Bublik → thay thế bởi  Marc-Andrea Hüsler
- Borna Ćorić → thay thế bởi  David Goffin
- Andy Murray → thay thế bởi  Manuel Guinard
- Arthur Rinderknech → thay thế bởi  Geoffrey Blancaneaux

## Nội dung đôi

### Hạt giống
| Quốc gia | Tay vợt              | Quốc gia | Tay vợt                | Xếp hạng1 | Hạt giống |
| -------- | -------------------- | -------- | ---------------------- | --------- | --------- |
| COL      | Juan Sebastián Cabal | COL      | Robert Farah           | 30        | 1         |
| IND      | Rohan Bopanna        | NED      | Matwé Middelkoop       | 45        | 2         |
| GER      | Kevin Krawietz       | GER      | Andreas Mies           | 56        | 3         |
| FRA      | Nicolas Mahut        | FRA      | Édouard Roger-Vasselin | 67        | 4         |

- Bảng xếp hạng vào ngày 10 tháng 10 năm 2022.

### Vận động viên khác
Đặc cách:
- Ruben Bemelmans /  Alexander Blockx
- Xavier Malisse /  Diego Schwartzman

Thay thế:
- Ivan Sabanov /  Matej Sabanov

### Rút lui
- Marcos Giron /  Sebastian Korda → thay thế bởi  Ivan Sabanov /  Matej Sabanov
- Marcel Granollers /  Horacio Zeballos → thay thế bởi  Sander Arends /  David Pel

## Nhà vô địch

### Đơn
- Félix Auger-Aliassime đánh bại  Sebastian Korda, 6–3, 6–4

### Đôi
- Tallon Griekspoor /  Botic van de Zandschulp đánh bại  Rohan Bopanna /  Matwé Middelkoop, 3–6, 6–3, [10–5]